# Raw Silk
Raw Silk – trzeci album studyjny amerykańskiej piosenkarki jazzowej Randy Crawford, wydany w 1979 przez wytwórnię Warner Bros. Records pod numerem katalogowym BSK 3283 (USA).

## Spis utworów
| A1. | "I Stand Accused" (E. Butler)                                        | 4:52  |
|     |                                                                      |       |
| A2. | "Declaration Of Love" (Allen Toussaint)                              | 4:32  |
|     |                                                                      |       |
| A3. | "Someone To Believe In" (Clyde Otis/Brook Benton)                    | 3:52  |
|     |                                                                      |       |
| A4. | "Endlessly" (Clyde Otis/Brook Benton)                                | 4:44  |
|     |                                                                      |       |
| A5. | "Love Is Like A Newborn Child" (Oscar Brown, Jr.)                    | 4:07  |
|     |                                                                      |       |
| B1. | "Where There Was Darkness" (Nick Ashford/Valerie Simpson)            | 3:59  |
|     |                                                                      |       |
| B2. | "Nobody" (Alex Rogers/ Bert A. Williams)                             | 3:42  |
|     |                                                                      |       |
| B3. | "I Hope You'll Be Very Unhappy Without Me" (Bill LaBounty/J. Senter) | 4:25  |
|     |                                                                      |       |
| B4. | "I Got Myself A Happy Song" (Randy Crawford)                         | 3:03  |
|     |                                                                      |       |
| B5. | "Just To Keep You Satisfied" (Marvin Gaye/Anne Gaye/Eigie Stover)    | 5:00  |
|     |                                                                      |       |
| B6. | "Blue Mood" (J. Robinson)                                            | 3:18  |
|     |                                                                      |       |
|     |                                                                      | 45:34 |
|     |                                                                      |       |